# Groombridge 1618
Groombridge 1618 è una stella di sequenza principale posta a nord-ovest della costellazione dell'Orsa Maggiore, a 15,88 anni luce di distanza dal Sole. Stephen Groombridge (1755-1832) la inserì nel suo "Catalogo delle stelle circumpolari aggiornato al 1º gennaio 1810", pubblicato postumo nel 1834.

## Caratteristiche fisiche
Groombridge 1618 è una stella di colore arancione e di classe spettrale K8 V (ma in alcuni cataloghi è classificata come K5 o come M0). La sua massa è circa il 64% di quella solare, mentre il suo diametro è compreso tra il 59 e il 68% rispetto al Sole, e la sua luminosità è appena il 4,6% di quella solare. Questa stella sembra possedere la stessa quantità di elementi più pesanti dell'idrogeno rispetto al Sole.
L'elevata velocità di rotazione e l'abbondante attività della cromosfera fanno pensare che sia una stella relativamente giovane, con un'età di poco superiore al miliardo di anni. Groombridge 1618 è stata classificata come una variabile a flare, anche se è più calda e brillante della maggior parte delle stelle di questo tipo e le sue variazioni sono più sporadiche e contenute.

## Possibili compagni substellari
Non è stato trovato alcun segno di nane brune o pianeti di massa superiore a sette volte quella di Giove orbitanti attorno a Groombridge 1618 con un periodo inferiore a quattro anni; ciò non esclude la presenza di pianeti di massa inferiore (magari di tipo terrestre) o in orbite più lontane.
La distanza alla quale un pianeta dovrebbe trovarsi per presentare condizioni climatiche favorevoli allo sviluppo della vita è di circa 0,22 UA (33 milioni di chilometri), una distanza inferiore a quella che separa Mercurio dal Sole. A questa distanza il pianeta avrebbe un periodo di rivoluzione di 58 giorni, mentre il campo gravitazionale originato dalla stella rallenterebbe il periodo di rotazione, un po' come accade su Mercurio. Il grande sbalzo di temperatura che verrebbe così a crearsi tra giorno e notte, unitamente alla notevole attività solare, potrebbero impedire comunque lo sviluppo di eventuali forme di vita.
Un altro aspetto negativo per la presenza di vita su eventuali pianeti in orbita attorno a Groombridge 1618 è che si tratta di una stella a brillamento. Questo tipo di stelle, generalmente nane rosse o nane arancioni, sono soggette ad improvvisi brillamenti che ne aumentano considerevolmente la luminosità nel giro di pochi minuti, e che potrebbero essere letali per lo sviluppo di forme di vita.